# DFB-Hallenpokal der Frauen 2013

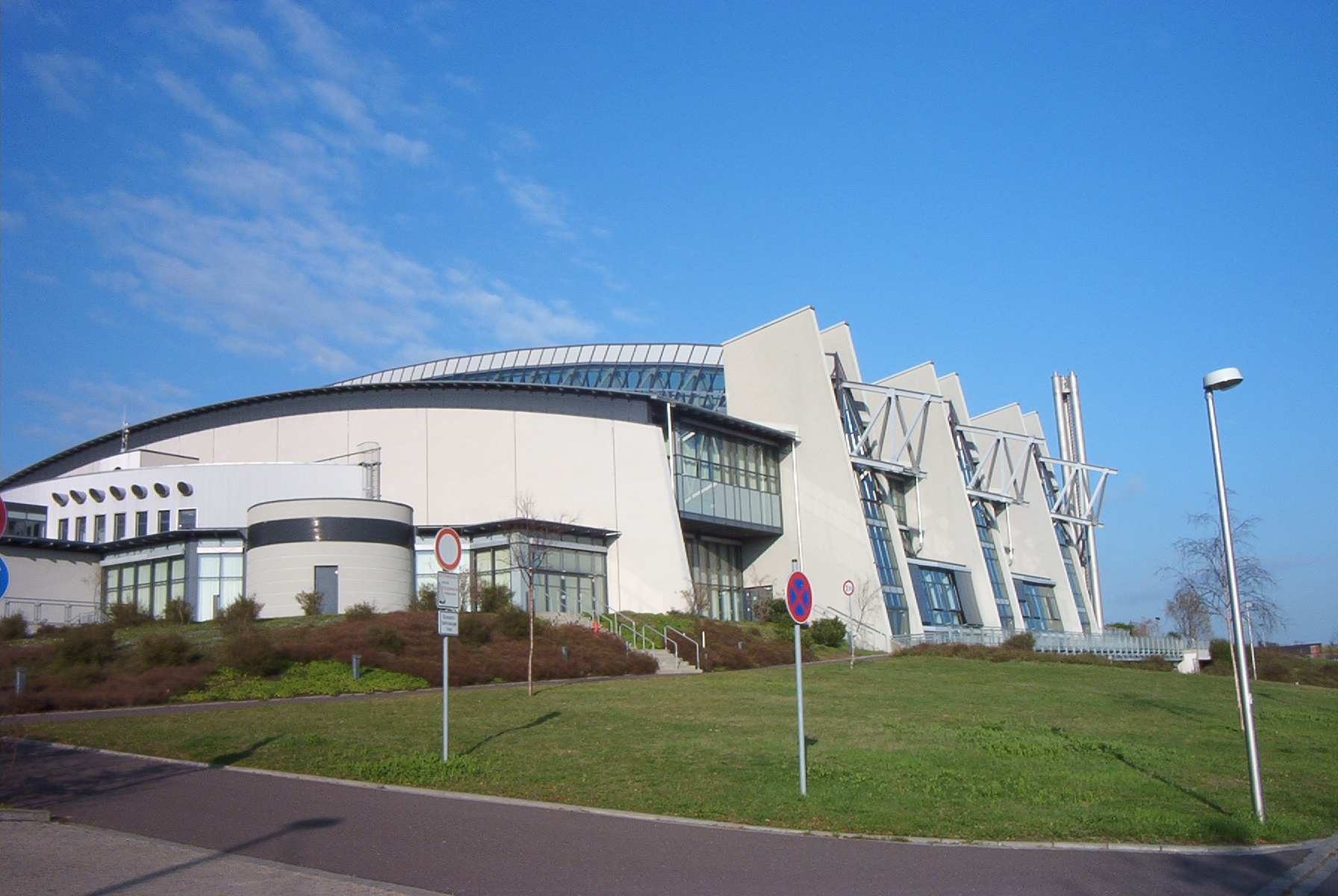
Die Bördelandhalle in Magdeburg

Der 19. DFB-Hallenpokal der Frauen wurde am 19. Januar 2013 in Magdeburg ausgetragen. Spielort war zum vierten Mal die GETEC Arena. Der 1. FFC Turbine Potsdam konnte durch einen 2:1-Finalsieg über den VfL Wolfsburg zum sechsten Mal den Titel gewinnen.

## Modus
Am Turnier nahmen die zwölf Mannschaften der laufenden Bundesliga-Saison teil. Diese wurden auf drei Gruppen zu je vier Mannschaften verteilt. Innerhalb jeder Gruppe spielte jede Mannschaft einmal gegen jede andere. Die Spielzeit betrug 1 × 12 Minuten ohne Seitenwechsel. Für einen Sieg gab es drei Punkte, für ein Unentschieden einen Punkt. Bei Punktgleichheit nach den Gruppenspielen von zwei oder mehreren Mannschaften entschied zunächst die bessere Tordifferenz über die Platzierung, bei ebenfalls gleicher Tordifferenz die höhere Anzahl der erzielten Tore. Sollte dann immer noch keine Entscheidung gefallen sein, zählte das Ergebnis im direkten Vergleich. Letztes Kriterium wäre der Zeitpunkt des ersten Turniertores gewesen.
Die Gruppensieger, die Gruppenzweiten und die zwei punktbesten Gruppendritten erreichten das Viertelfinale. Stand es ab dem Viertelfinale nach regulärer Spielzeit unentschieden, folgte direkt ein Neunmeterschießen. Die unterlegenen Halbfinalisten belegten gemeinsam den dritten Platz.

## Auslosung
Die Auslosung fand am 11. Dezember 2012 statt. Gezogen wurden die Lose von DFB-Ehrenvizepräsidenten Hans-Georg Moldenhauer.
| Gruppe A            | Gruppe B               | Gruppe C           |
| ------------------- | ---------------------- | ------------------ |
| VfL Wolfsburg       | 1. FFC Turbine Potsdam | 1. FFC Frankfurt   |
| FC Bayern München   | SGS Essen              | FF USV Jena        |
| Bayer 04 Leverkusen | FCR 2001 Duisburg      | SC 07 Bad Neuenahr |
| SC Freiburg         | FSV Gütersloh 2009     | VfL Sindelfingen   |

## Spielplan

### Vorrunde

#### Gruppe A
| Pl. | Verein              | Sp. | S | U | N | Tore    | Diff. | Punkte |
| --- | ------------------- | --- | - | - | - | ------- | ----- | ------ |
| 1.  | Bayer 04 Leverkusen | 3   | 2 | 1 | 0 | 005:300 | +2    | 07     |
| 2.  | VfL Wolfsburg       | 3   | 2 | 1 | 0 | 004:200 | +2    | 07     |
| 3.  | SC Freiburg         | 3   | 1 | 0 | 2 | 003:200 | +1    | 03     |
| 4.  | FC Bayern München   | 3   | 0 | 0 | 3 | 001:600 | −5    | 0      |

|                     | Ergebnis |                     |
| ------------------- | -------- | ------------------- |
| VfL Wolfsburg       | 1:0      | SC Freiburg         |
| FC Bayern München   | 1:2      | Bayer 04 Leverkusen |
| Bayer 04 Leverkusen | 2:2      | VfL Wolfsburg       |
| SC Freiburg         | 3:0      | FC Bayern München   |
| VfL Wolfsburg       | 1:0      | FC Bayern München   |
| Bayer 04 Leverkusen | 1:0      | SC Freiburg         |

#### Gruppe B
| Pl. | Verein                 | Sp. | S | U | N | Tore    | Diff. | Punkte |
| --- | ---------------------- | --- | - | - | - | ------- | ----- | ------ |
| 1.  | 1. FFC Turbine Potsdam | 9   | 9 | 0 | 0 | 019:000 | +19   | 27     |
| 2.  | SGS Essen              | 3   | 2 | 0 | 1 | 007:500 | +2    | 06     |
| 3.  | FCR 2001 Duisburg      | 3   | 0 | 1 | 2 | 003:120 | −9    | 01     |
| 4.  | VfL Sindelfingen       | 3   | 0 | 1 | 2 | 004:160 | −12   | 01     |

|                        | Ergebnis |                        |
| ---------------------- | -------- | ---------------------- |
| 1. FFC Turbine Potsdam | 8:0      | VfL Sindelfingen       |
| SGS Essen              | 2:0      | FCR 2001 Duisburg      |
| FCR 2001 Duisburg      | 0:7      | 1. FFC Turbine Potsdam |
| VfL Sindelfingen       | 1:5      | SGS Essen              |
| 1. FFC Turbine Potsdam | 4:0      | SGS Essen              |
| FCR 2001 Duisburg      | 3:3      | VfL Sindelfingen       |

#### Gruppe C
| Pl. | Verein             | Sp. | S | U | N | Tore    | Diff. | Punkte |
| --- | ------------------ | --- | - | - | - | ------- | ----- | ------ |
| 1.  | FF USV Jena        | 3   | 2 | 0 | 1 | 007:200 | +5    | 06     |
| 2.  | 1. FFC Frankfurt   | 3   | 2 | 0 | 1 | 006:100 | +5    | 06     |
| 3.  | SC 07 Bad Neuenahr | 3   | 2 | 0 | 1 | 005:200 | +3    | 06     |
| 4.  | FSV Gütersloh 2009 | 3   | 0 | 0 | 3 | 001:140 | −13   | 0      |

|                    | Ergebnis |                    |
| ------------------ | -------- | ------------------ |
| 1. FFC Frankfurt   | 5:0      | FSV Gütersloh 2009 |
| FF USV Jena        | 0:2      | SC 07 Bad Neuenahr |
| SC 07 Bad Neuenahr | 0:1      | 1. FFC Frankfurt   |
| FSV Gütersloh 2009 | 0:6      | FF USV Jena        |
| 1. FFC Frankfurt   | 0:1      | FF USV Jena        |
| SC 07 Bad Neuenahr | 3:1      | FSV Gütersloh 2009 |

### Finalrunde

#### Viertelfinale
|                        | Ergebnis        |                    |
| ---------------------- | --------------- | ------------------ |
| Bayer 04 Leverkusen    | 2:1 n. N. (0:0) | SC 07 Bad Neuenahr |
| 1. FFC Turbine Potsdam | 3:2             | 1. FFC Frankfurt   |
| FF USV Jena            | 1:0             | SC Freiburg        |
| VfL Wolfsburg          | 4:2             | SGS Essen          |

#### Halbfinale
|                  | Ergebnis        |                        |
| ---------------- | --------------- | ---------------------- |
| Bayer Leverkusen | 0:3             | 1. FFC Turbine Potsdam |
| FF USV Jena      | 3:4 n. N. (1:1) | VfL Wolfsburg          |

#### Finale
|                        | Ergebnis |               |
| ---------------------- | -------- | ------------- |
| 1. FFC Turbine Potsdam | 2:1      | VfL Wolfsburg |

## Ehrungen
Der DFB ehrte nach dem Turnier die beste Torschützin, die beste Spielerin, die beste Torhüterin und die fairste Mannschaft. Die individuellen Auszeichnungen gingen allesamt an den Turniersieger 1. FFC Turbine Potsdam: Antonia Göransson wurde mit sechs Treffern beste Torschützin und zudem als beste Spielerin geehrt, Anna Felicitas Sarholz als beste Torhüterin ausgezeichnet. Den Fair-Play-Preis erhielt der VfL Sindelfingen.